# Krell Industries
Krell Industries (även Krell)  är en amerikansk tillverkare av high-end-stereoanläggningar. De tillverkar främst förstärkare och Cd-spelare men även förförstärkare, högtalare, subwoofers och SACD-spelare.
Krell grundades 1980 av Dan D'Agostino, VD och utvecklingschef. Företaget är baserat i Orange, Connecticut.För några år sedan utmanövrerades Dan D'Agostino och lämnade Krell för att starta en ny tillverkare under eget namn.